# 東京都だより
『東京都だより』（とうきょうとだより）は、1950年代後半から1998年3月28日まで日本テレビで放送されていた東京都提供の広報番組。

## 概要
毎週1回、5分のミニ番組で、愛の小鳩事業団（現:日本テレビ小鳩文化事業団）の協力により、手話通訳も行われていた。
民放テレビ局がまだ2局しかない時代から放送されており、放送初期は『都民ニュース』というタイトルで放送していた。カラー放送は遅く1972年1月2日から開始した。

## 番組の終焉
1995年、東京都に初の民放都域UHF局東京メトロポリタンテレビジョン（MXテレビ）が開局したことから、同局以外の広報番組を縮小することとなり、1998年3月28日をもって終了。日本テレビ開局から間もない時期に開始した長寿番組は40年以上の歴史に幕を降ろした。

## 放送時間
- 1950年代後半 - 1982年3月28日　日曜日11:55 - 12:00
- 1982年4月4日 - 1985年12月29日　日曜日9:55 - 10:00
- 1986年1月5日 - 1989年9月24日　日曜日11:45 - 11:50
- 1989年10月7日 - 1998年3月28日　土曜日9:25 - 9:30